# Follia (album)
Follia è il primo album del cantante napoletano Tommy Riccio, pubblicato nel 1986 dalla Big Stereo Record.

## Tracce
Lato A
1. Follia
2. Mi manchi
3. Te voglio bene ancora
4. Tutto pe tte
5. Povera mamma mia

Lato B
1. Una fotografia
2. Uè nennè
3. Sta poco 'a pazzia
4. Professoressa mia
5. Primm' 'e te